# Zamarada carcassoni
Zamarada carcassoni là một loài bướm đêm trong họ Geometridae.